# 也木勒牧场
也木勒牧场，是中华人民共和国新疆维吾尔自治区塔城地区额敏县下辖的一个乡镇级行政单位。

## 行政区划
也木勒牧场下辖以下地区：
努尔恰西特村、京什克阿克苏村、托布塔勒村、别勒其尔一村、牧业一队、牧业二队、牧业三队、牧业四队、牧业五队和别勒其二村。